# Rasmus Prehn
Pour les articles homonymes, voir Prehn.
Rasmus Prehn, né le 18 juin 1973 à Høje-Taastrup (Danemark), est un homme politique danois, membre du parti Social-démocratie (SD). Il est ministre du Développement international de 2019 à 2020, puis ministre de l'Alimentation et de la Pêche de 2020 à 2022.

## Biographie
Après une licence en administration publique à l'université d'Aalborg en 1998, il fait des études de sciences sociales et de sociologie à l'université de Leeds, puis de nouveau à l'université d'Aalborg.
Engagé au sein de la Social-démocratie, il est élu député au Folketing pour la première fois lors des élections législatives de 2005.
Il est réélu lors des élections législatives de 2019. Alors que ces dernières aboutissent au retour au pouvoir des sociaux-démocrates, il est nommé le 27 juin 2019 au poste de ministre du Développement international dans le premier gouvernement de Mette Frederiksen.
Du 3 octobre 2019 au 1er janvier 2020, il est ministre de la culture par intérim pendant le congé de Joy Mogensen.
Le 19 novembre 2020, il est nommé ministre de l'Alimentation, de l'Agriculture et de la Pêche après la démission de Mogens Jensen. 
En 2022, il est révélé qu'il a utilisé la carte bancaire de son ministère pour payer des repas et des consommations dans des restaurants et bars. Bien qu'il ait remboursé une partie des dépenses, certaines irrégularités, notamment l'utilisation d'un faux nom sur une facture, suscitent la controverse. Face à ces révélations, il a rendu sa carte et l'affaire a conduit à une enquête plus large sur l'usage des cartes ministérielles.
Lors des élections législatives de 2022, il est réélu de justesse, ne remportant qu'un tiers des voix qu'il avait obtenu en 2019. Il n'obtient pas de poste dans le second gouvernement Frederiksen formé après le scrutin avec Venstre et les Modérés, et devient alors président de la commission parlementaire sur les transports.
Le 24 février 2025, il annonce qu'il va démissionner du Folketing en cours de mandat pour devenir le président de l'association danoise de l'agriculture biologique.